# عوف بن مالك
عَوفُ بنُ مَالِك بن أَبي عَوْف الاشجعي الغطفاني، صحابي، أسلم بعد الحديبية، وشهد غزوة خيبر مُسْلِمًا. ثم شهد غزوة مؤتة، وفتح مكة، وكانت راية أشجع مع عوف بن مالك يوم فتح مكّة، كما شهد غزوة حنين وكان من محدثي الصحابة.

## سيرته
هو عَوفُ بنُ مَالِك بن أَبي عَوْف الأَشْجَعِيّ، مختلف في كنيته. قيل أبو عبد الرحمن. وقيل أبو محمد. وقيل غير ذلك. أسلم بعد الحديبية، وشهد غزوة خيبر مُسْلِمًا. ثم شهد غزوة مؤتة، وفتح مكة، وكانت راية أشجع مع عوف بن مالك يوم فتح مكّة، كما شهد غزوة حنين. نزل بحمص، وشارك في الفتح الإسلامي للشام، وقدم مصر حيث شارك في الفتح الإسلامي لمصر، كما كان على رأس الجند محاصرا أحد الحصون قرب القسطنطينية. وسكن الشام، توفي بدمشق سنة ثلاث وسبعين في خلافة عبد الملك بن مروان. وهو الموافق سنة 692 م.

## رواية الحديث
حدث عنه أبو هريرة وأبو مسلم الخولاني وماتا قبله بمدة وجبير بن نفير وأبو إدريس الخولاني وراشد بن سعد ويزيد بن الأصم وشريح بن عبيد والشعبي وسالم أبو النضر وسليم بن عامر وشداد أبو عمار.